# Grand Prix automobile de Malaisie 2008
GP précédent GP suivant
Le Grand Prix automobile de Malaisie 2008 (2008 Formula 1 Petronas Malaysian Grand Prix), disputé sur le circuit international de Sepang le 23 mars 2008, est la 787e épreuve du championnat du monde de Formule 1 courue depuis 1950 et la deuxième manche du championnat 2008.

## Essais libres

### Vendredi matin

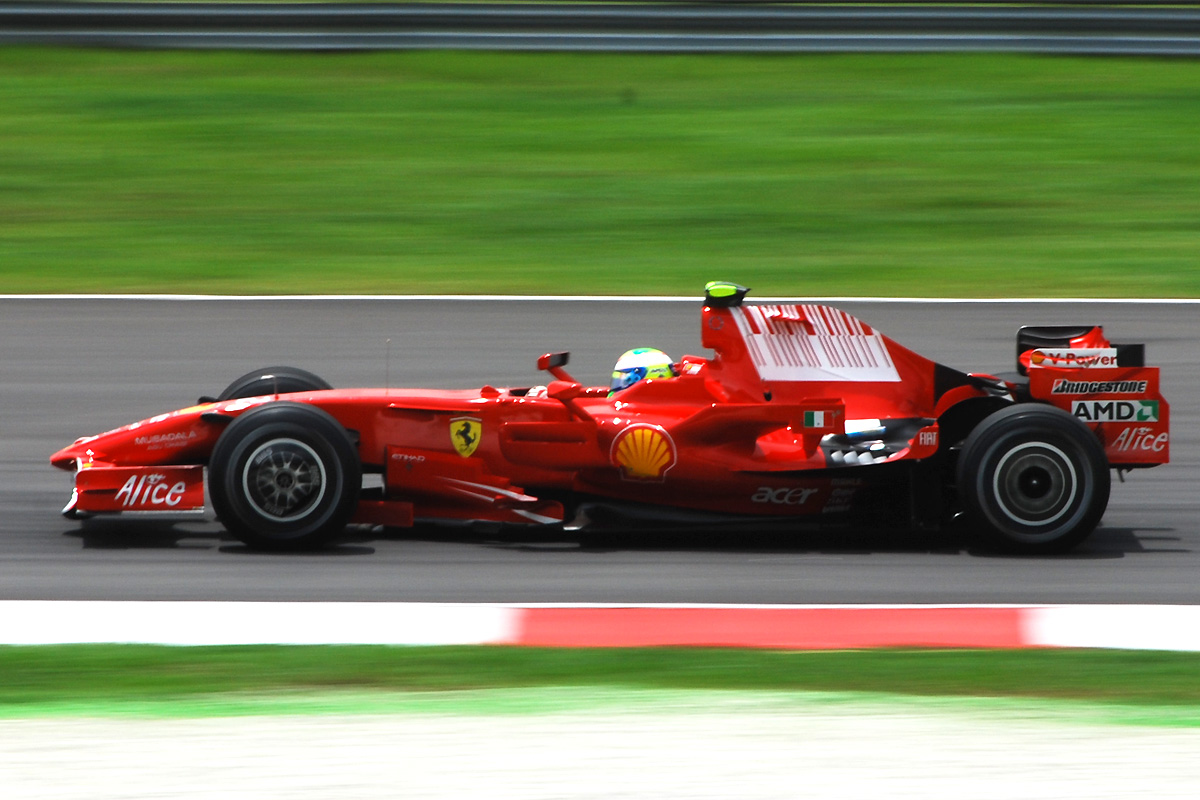
Felipe Massa réalise le meilleur temps des essais libres du vendredi matin

| Pos | Pilote            | Voiture          | Chrono         | Écart   |
| --- | ----------------- | ---------------- | -------------- | ------- |
| 1   | Felipe Massa      | Ferrari          | 1 min 35 s 392 |         |
| 2   | Kimi Räikkönen    | Ferrari          | 1 min 36 s 459 | 1 s 067 |
| 3   | Heikki Kovalainen | McLaren-Mercedes | 1 min 36 s 556 | 1 s 164 |
| 4   | Nico Rosberg      | Williams-Toyota  | 1 min 36 s 578 | 1 s 186 |
| 5   | Lewis Hamilton    | McLaren-Mercedes | 1 min 36 s 626 | 1 s 234 |
| 6   | Fernando Alonso   | Renault          | 1 min 37 s 022 | 1 s 630 |

### Vendredi après-midi

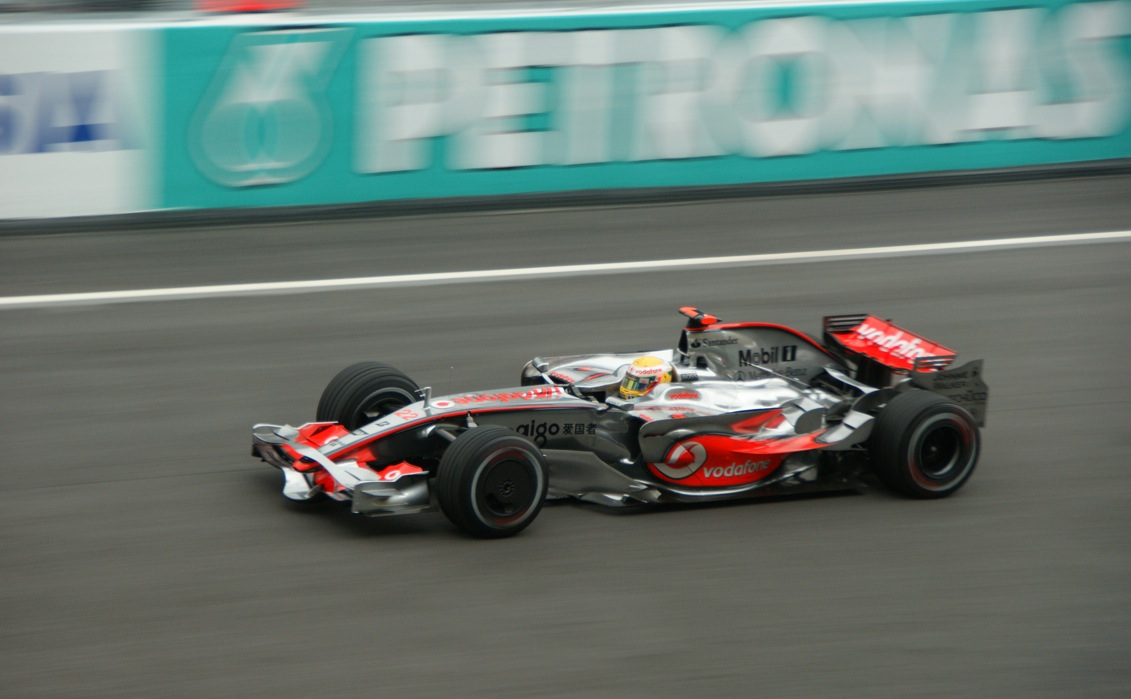
Lewis Hamilton réalise le meilleur temps des essais libres du vendredi après-midi

| Pos | Pilote           | Voiture            | Chrono         | Écart   |
| --- | ---------------- | ------------------ | -------------- | ------- |
| 1   | Lewis Hamilton   | McLaren-Mercedes   | 1 min 35 s 055 |         |
| 2   | Felipe Massa     | Ferrari            | 1 min 35 s 206 | 0 s 151 |
| 3   | Kimi Räikkönen   | Ferrari            | 1 min 35 s 428 | 0 s 373 |
| 4   | Jenson Button    | Honda              | 1 min 36 s 037 | 0 s 982 |
| 5   | Sebastian Vettel | Toro Rosso-Ferrari | 1 min 36 s 474 | 1 s 419 |
| 6   | Jarno Trulli     | Toyota             | 1 min 36 s 493 | 1 s 438 |

### Samedi matin

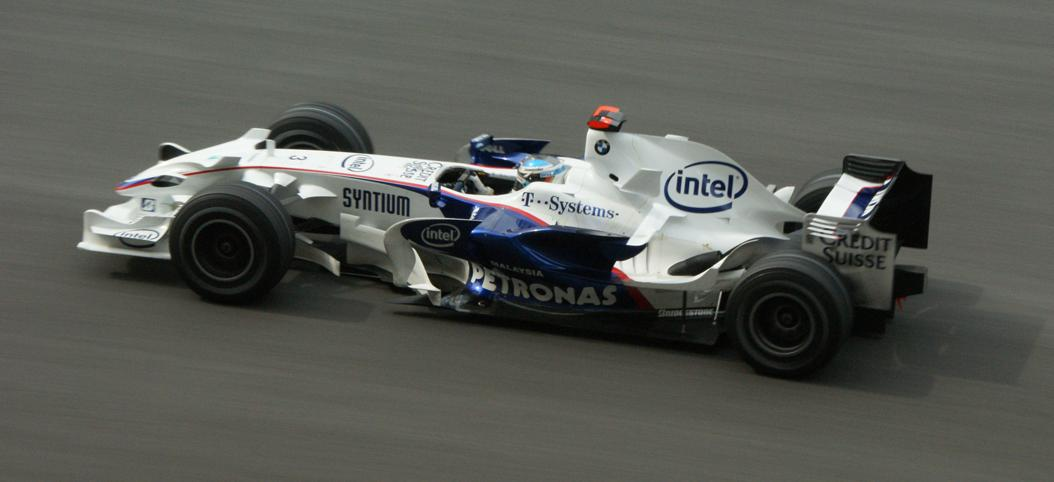
Nick Heidfeld réalise le meilleur temps des essais libres du samedi matin

| Pos | Pilote          | Voiture          | Chrono         | Écart   |
| --- | --------------- | ---------------- | -------------- | ------- |
| 1   | Nick Heidfeld   | BMW Sauber       | 1 min 35 s 019 |         |
| 2   | Kimi Räikkönen  | Ferrari          | 1 min 35 s 262 | 0 s 243 |
| 3   | Felipe Massa    | Ferrari          | 1 min 35 s 388 | 0 s 369 |
| 4   | Jarno Trulli    | Toyota           | 1 min 35 s 389 | 0 s 370 |
| 5   | Mark Webber     | Red Bull-Renault | 1 min 35 s 437 | 0 s 418 |
| 6   | David Coulthard | Red Bull-Renault | 1 min 35 s 653 | 0 s 634 |

## Grille de départ
| Pos | Pilote               | Écurie              | Qualifications 1 | Qualifications 2 | Qualifications 3 |
| --- | -------------------- | ------------------- | ---------------- | ---------------- | ---------------- |
| 1   | Felipe Massa         | Ferrari             | 1 min 35 s 347   | 1 min 34 s 412   | 1 min 35 s 748   |
| 2   | Kimi Räikkönen       | Ferrari             | 1 min 35 s 645   | 1 min 34 s 188   | 1 min 36 s 230   |
| 3   | Jarno Trulli         | Toyota              | 1 min 35 s 205   | 1 min 34 s 960   | 1 min 36 s 711   |
| 4   | Robert Kubica        | BMW Sauber          | 1 min 35 s 794   | 1 min 34 s 811   | 1 min 36 s 727   |
| 5   | Nick Heidfeld        | BMW Sauber          | 1 min 35 s 729   | 1 min 34 s 648   | 1 min 36 s 753   |
| 6   | Mark Webber          | Red Bull-Renault    | 1 min 35 s 440   | 1 min 34 s 967   | 1 min 37 s 009   |
| 7   | Fernando Alonso      | Renault             | 1 min 35 s 983   | 1 min 35 s 140   | 1 min 38 s 450   |
| 8   | Heikki Kovalainen    | McLaren-Mercedes    | 1 min 35 s 227   | 1 min 34 s 759   | 1 min 36 s 613   |
| 9   | Lewis Hamilton       | McLaren-Mercedes    | 1 min 35 s 392   | 1 min 34 s 627   | 1 min 36 s 709   |
| 10  | Timo Glock           | Toyota              | 1 min 35 s 891   | 1 min 35 s 000   | 1 min 39 s 656   |
| 11  | Jenson Button        | Honda               | 1 min 36 s 847   | 1 min 35 s 208   |                  |
| 12  | David Coulthard      | Red Bull-Renault    | 1 min 36 s 058   | 1 min 35 s 408   |                  |
| 13  | Nelsinho Piquet      | Renault             | 1 min 36 s 074   | 1 min 35 s 562   |                  |
| 14  | Rubens Barrichello   | Honda               | 1 min 36 s 198   | 1 min 35 s 622   |                  |
| 15  | Sebastian Vettel     | Toro Rosso-Ferrari  | 1 min 36 s 111   | 1 min 35 s 648   |                  |
| 16  | Nico Rosberg         | Williams-Toyota     | 1 min 35 s 843   | 1 min 35 s 670   |                  |
| 17  | Giancarlo Fisichella | Force India-Ferrari | 1 min 36 s 240   |                  |                  |
| 18  | Sébastien Bourdais   | Toro Rosso-Ferrari  | 1 min 36 s 677   |                  |                  |
| 19  | Takuma Satō          | Super Aguri-Honda   | 1 min 37 s 087   |                  |                  |
| 20  | Adrian Sutil         | Force India-Ferrari | 1 min 37 s 101   |                  |                  |
| 21  | Anthony Davidson     | Super Aguri-Honda   | 1 min 37 s 481   |                  |                  |
| 22  | Kazuki Nakajima      | Williams-Toyota     | 1 min 36 s 388   |                  |                  |

Notes:
- À la suite de son accrochage avec Robert Kubica lors du GP d'Australie, Kazuki Nakajima a écopé d'une pénalité de dix places sur la grille de départ. Ayant réalisé le 18e des temps des qualifications il n'a donc reculé que de quatre places.
- Initialement qualifiés aux 3e et 4e places, Heikki Kovalainen et Lewis Hamilton ont tous les deux écopé d'une pénalité de cinq places sur la grille pour avoir gêné d'autres concurrents (Nick Heidfeld et Fernando Alonso) dans les derniers instants des qualifications

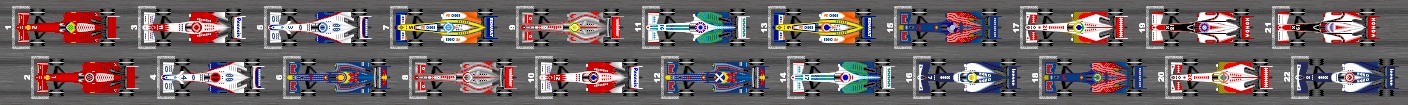
La grille de départ du Grand Prix

## Course

### Déroulement de l'épreuve

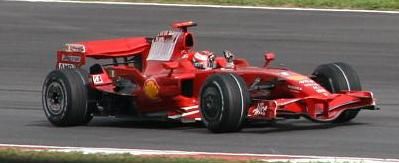
Räikkonen, vainqueur du Grand Prix de Malaisie

À l'extinction des feux, Felipe Massa traverse la piste pour empêcher son coéquipier Kimi Räikkönen de prendre l'avantage. Lewis Hamilton et Mark Webber bondissent respectivement à la 5e et 4e place. Dès le second virage, Sébastien Bourdais finit dans le bac à graviers puis Nico Rosberg entre en collision avec Timo Glock, détruisant ainsi son aileron avant.
Au quatrième tour, Fernando Alonso et Nick Heidfeld prennent le dessus sur David Coulthard tandis qu'Adrian Sutil abandonne au sixième tour sur panne hydraulique. À la neuvième boucle, Hamilton reste au contact de Webber alors que les Ferrari creusent le trou en réalisant le meilleur tour en course au cours des quatre tours suivants. Webber s'arrête au seizième tour, Massa au dix-septième et Räikkönen au dix-huitième. Hamilton attend le dix-neuvième mais les mécaniciens ont des difficultés à extraire sa roue avant gauche ; il perd une vingtaine de secondes et ressort des stands en 11e position.
Räikkönen passe pour la première fois en tête de la course lorsque le leader Robert Kubica regagne enfin les stands au vingt-et-unième passage. Hamilton parvient à se hisser jusqu'à la 7e place mais butte alors sur Webber. Massa commet une erreur et finit sa course dans les graviers au trente-et-unième tour, Räikkönen n'est alors plus menacé que par Kubica à plus de 20 secondes. Sebastian Vettel abandonne à la boucle suivante sur casse moteur. Après son second arrêt au stand, Hamilton se retrouve à 6 secondes de Jarno Trulli alors 4e. Alonso est quant à lui 8e derrière Webber. Räikkönen remporte son premier succès de la saison avec 20 secondes d'avances sur Kubica, Kovalainen complétant le podium.

### Classement de la course
| Pos  | No | Pilote               | Écurie              | Tours | Temps/Abandon                      | Grille | Points |
| ---- | -- | -------------------- | ------------------- | ----- | ---------------------------------- | ------ | ------ |
| 1    | 1  | Kimi Räikkönen       | Ferrari             | 56    | 1 h 31 min 18 s 555 (203,971 km/h) | 2      | 10     |
| 2    | 4  | Robert Kubica        | BMW Sauber          | 56    | + 19 s 570                         | 4      | 8      |
| 3    | 23 | Heikki Kovalainen    | McLaren-Mercedes    | 56    | + 38 s 450                         | 8      | 6      |
| 4    | 11 | Jarno Trulli         | Toyota              | 56    | + 45 s 832                         | 3      | 5      |
| 5    | 22 | Lewis Hamilton       | McLaren-Mercedes    | 56    | + 46 s 548                         | 9      | 4      |
| 6    | 3  | Nick Heidfeld        | BMW Sauber          | 56    | + 49 s 833                         | 5      | 3      |
| 7    | 10 | Mark Webber          | Red Bull-Renault    | 56    | + 1 min 08 s 130                   | 6      | 2      |
| 8    | 5  | Fernando Alonso      | Renault             | 56    | + 1 min 10 s 041                   | 7      | 1      |
| 9    | 9  | David Coulthard      | Red Bull-Renault    | 56    | + 1 min 16 s 220                   | 12     |        |
| 10   | 16 | Jenson Button        | Honda               | 56    | + 1 min 26 s 214                   | 11     |        |
| 11   | 6  | Nelsinho Piquet      | Renault             | 56    | + 1 min 32 s 202                   | 13     |        |
| 12   | 21 | Giancarlo Fisichella | Force India-Ferrari | 55    | + 1 tour                           | 17     |        |
| 13   | 17 | Rubens Barrichello   | Honda               | 55    | + 1 tour                           | 14     |        |
| 14   | 7  | Nico Rosberg         | Williams-Toyota     | 55    | + 1 tour                           | 16     |        |
| 15   | 19 | Anthony Davidson     | Super Aguri-Honda   | 55    | + 1 tour                           | 21     |        |
| 16   | 18 | Takuma Satō          | Super Aguri-Honda   | 55    | + 2 tours                          | 19     |        |
| 17   | 8  | Kazuki Nakajima      | Williams-Toyota     | 55    | + 2 tours                          | 22     |        |
| Abd. | 15 | Sebastian Vettel     | Toro Rosso-Ferrari  | 38    | Moteur                             | 15     |        |
| Abd. | 2  | Felipe Massa         | Ferrari             | 30    | Sortie de piste                    | 1      |        |
| Abd. | 20 | Adrian Sutil         | Force India-Ferrari | 6     | Hydraulique                        | 20     |        |
| Abd. | 12 | Timo Glock           | Toyota              | 1     | Accident                           | 10     |        |
| Abd. | 14 | Sébastien Bourdais   | Toro Rosso-Ferrari  | 0     | Sortie de piste                    | 18     |        |

### Pole position et record du tour
- Pole position :  Felipe Massa (Ferrari) en 1 min 35 s 748 (208,410 km/h). Le meilleur temps des qualifications a quant à lui été établi par Räikkonen lors de la Q2 en 1 min 34 s 188.
- Meilleur tour en course :  Nick Heidfeld (BMW Sauber) en 1 min 35 s 366 (209,244 km/h) au 55e tour.

### Tours en tête
- Felipe Massa (Ferrari) : 16 tours (1-16).
- Kimi Räikkönen (Ferrari) : 32 tours (17-18 / 22-38 / 44-56).
- Robert Kubica (BMW Sauber) : 8 tours (19-21 / 39-43).

## Classements généraux à l'issue de la course
| Pos | Pilote             | Écurie             | Points |
| --- | ------------------ | ------------------ | ------ |
| 1   | Lewis Hamilton     | McLaren-Mercedes   | 14     |
| 2   | Kimi Räikkönen     | Ferrari            | 11     |
| 3   | Nick Heidfeld      | BMW Sauber         | 11     |
| 4   | Heikki Kovalainen  | McLaren-Mercedes   | 10     |
| 5   | Robert Kubica      | BMW Sauber         | 8      |
| 6   | Nico Rosberg       | Williams-Toyota    | 6      |
| 7   | Fernando Alonso    | Renault            | 6      |
| 8   | Jarno Trulli       | Toyota             | 5      |
| 9   | Kazuki Nakajima    | Williams-Toyota    | 3      |
| 10  | Sebastien Bourdais | Toro Rosso-Ferrari | 2      |
| 11  | Mark Webber        | Red Bull-Renault   | 2      |

| Pos | Écurie             | Points |
| --- | ------------------ | ------ |
| 1   | McLaren-Mercedes   | 24     |
| 2   | BMW Sauber         | 19     |
| 3   | Ferrari            | 11     |
| 4   | Williams-Toyota    | 9      |
| 5   | Renault            | 6      |
| 6   | Toyota             | 5      |
| 7   | Red Bull-Renault   | 2      |
| 8   | Toro Rosso-Ferrari | 2      |

## Statistiques
- 10e pole position de sa carrière pour Felipe Massa.
- 16e victoire de sa carrière pour Kimi Räikkönen.
- 202e victoire pour Ferrari en tant que constructeur et motoriste.
- 1er meilleur tour en course pour BMW Sauber après 37 départs en GP.
- 1er meilleur tour en course pour Nick Heidfeld après 134 départs en GP. Il établit un nouveau « record » effaçant des tablettes le Belge Thierry Boutsen qui avait attendu son 114e départ en Grand Prix pour établir l'unique meilleur tour en course de sa carrière.
- 2e podiums de leurs carrières pour Robert Kubica et Heikki Kovalainen.
- 19e podium consécutif pour McLaren.
- BMW Sauber, en inscrivant 11 points, réalise sa meilleure performance en Grand Prix depuis son engagement dans la discipline.